# Arda Kardeşler
Arda Kardeşler (Bursa, 3 januari 1988) is een Turks voetbalscheidsrechter. Hij is in dienst van FIFA en UEFA sinds 2019. Ook leidt hij sinds 2016 wedstrijden in de Süper Lig.
Op 23 april 2016 leidde Kardeşler zijn eerste wedstrijd in de Turkse nationale competitie. Tijdens het duel tussen Osmanlıspor en Antalyaspor (3–0 voor de thuisclub) trok de leidsman tweemaal de gele kaart. In Europees verband debuteerde hij op 27 augustus 2020 tijdens een wedstrijd tussen KF Kukësi en Slavia Sofia in de eerste voorronde van de UEFA Europa League; het eindigde in 2–1 en Kardeşler trok viermaal een gele kaart. Zijn eerste interland floot hij op 11 juni 2021, toen Gambia met 0–1 verloor van Kosovo door een doelpunt van Arbër Hoxha. Tijdens deze wedstrijd toonde Kardeşler alleen aan de Kosovaar Florian Loshaj een gele kaart.

## Interlands
| Datum             | Plaats                 | Wedstrijd               | Uitslag | Competitie           | Kreeg geel | Kreeg voor de tweede keer geel en dus rood | Weggestuurd |
| ----------------- | ---------------------- | ----------------------- | ------- | -------------------- | ---------- | ------------------------------------------ | ----------- |
| 11 juni 2021      | Manavgat, Turkije      | Gambia – Kosovo         | 0 – 1   | Vriendschappelijk    | 1          | 0                                          | 0           |
| 11 november 2021  | Odessa, Oekraïne       | Oekraïne – Bulgarije    | 1 – 1   | Vriendschappelijk    | 1          | 0                                          | 0           |
| 17 november 2022  | Petach Tikwa, Israël   | Israël – Zambia         | 4 – 2   | Vriendschappelijk    | 0          | 0                                          | 0           |
| 20 november 2022  | Petach Tikwa, Israël   | Israël – Cyprus         | 2 – 3   | Vriendschappelijk    | 0          | 0                                          | 0           |
| 17 juni 2023      | Tórshavn, Faeröer      | Faeröer – Tsjechië      | 0 – 3   | EK 2024 kwalificatie | 1          | 0                                          | 0           |
| 12 september 2023 | Mardakan, Azerbeidzjan | Azerbeidzjan – Jordanië | 2 – 1   | Vriendschappelijk    | 2          | 0                                          | 0           |
| 21 november 2023  | Loulé, Portugal        | Gibraltar – Nederland   | 0 – 6   | EK 2024 kwalificatie | 2          | 0                                          | 0           |
| 21 maart 2024     | Moskou, Rusland        | Rusland – Servië        | 4 – 0   | Vriendschappelijk    | 0          | 0                                          | 1           |
| 8 juni 2024       | Ljubljana, Slovenië    | Slovenië – Bulgarije    | 1 – 1   | Vriendschappelijk    | 0          | 0                                          | 0           |

Laatst bijgewerkt op 27 juni 2024.